# ملعب ملبورن المستطيل
ملعب ملبورن المستطيل (المعروف تجارياً باسم آمي بارك) هو ملعب رياضي مفتوح يقع في ملبورن، فيكتوريا، أستراليا. بدأ العمل في بناء الملعب عام 2007 وقد تم افتتاحه يوم 7 مايو 2010. غالباً ما يستضيف مباريات للعبتي كرة القدم والرغبي. يتسع الملعب لجلوس 30,050 شخص.

## وصلات خارجية
- الموقع الرسمي لآمي بارك